# بين هوه
بين هوه (بالإنجليزية: Ben Huh)‏ هو شخصية أعمال أمريكي، ولد في 1979 في سول في كوريا الجنوبية.